# Reiserbach (Waldnaab)
Der Reiserbach ist ein fast fünf Kilometer langer linker Nebenfluss der Waldnaab im Landkreis Neustadt an der Waldnaab.

## Flussverlauf
Der Reiserbach entsteht aus mehreren Rinnsalen und Quellen in einem Feucht- und Weihergebiet an den Westhängen des 500 m hohen Kreuzbühls westlich von Püchersreuth.
Er fließt dann durch Rohre nach Westen und tritt im Gemeindegebiet von Störnstein nordöstlich von Lanz an die Oberfläche.
Er passiert Lanz an der nördlichen Ortsgrenze, das er von Oberndorf am anderen Ufer trennt, und unterquert weiter abwärts die Staatsstraße 2172.
Dann verläuft er parallel zur St 2172 und entlang des südlichen Ortsrandes von Reiserdorf.
Etwa 430 m südwestlich von Reiserdorf mündet er, nachdem er dicht der Stadtgrenze zu Neustadt an der Waldnaab gefolgt ist und diese überschritten hat, in die Waldnaab.
Auf seinem Lauf nimmt der Reiserbach zwei unbenannte Bäche von links auf.